# Бахвалов, Анатолий Лаврентьевич
Анато́лий Лавре́нтьевич Бахва́лов (29 июня 1926, дер. Веребье, Новгородская губерния — 28 августа 2008, Кировский район Ленинградской области) — русский писатель, историк, генерал-майор милиции.

## Биография
Окончил Юридический факультет ЛГУ, получил специальность «правовед».
С 1945 года работал оперативным уполномоченным в органах государственной безопасности, начальником УВД Кировского района Ленинградской области, начальником милиции Смольнинского района Ленинграда. Заслуженный работник МВД СССР (1970).
С 1974 — начальник Вневедомственной охраны ГУВД Ленгороблисполкомов. С 1975 по 1991 годы — заместитель начальника ГУВД Ленгороблисполкомов (с 1975 по 1983 — В. И. Кокушкина, с ноября 1983 по май 1989 — А. А. Куркова, с мая 1989 по июль 1991 — Г. П. Вощинина).
В своих воспоминаниях «Жизнь нахимовца» Ю. Панферов характеризует Бахвалова следующим образом: «Кокушкин продержался на своей должности до 1985 года только благодаря тому, что у него все время были очень толковые заместители — профессионалы высшей пробы. Это Георгий Михайлович Карлов, Николай Владимирович Смирнов, Михаил Иванович Михайлов, Анатолий Лаврентьевич Бахвалов, Эльмир Михайлович Цветков и другие. Я, кстати, не понимаю Аркадия Крамарева, который, став начальником ГУВД, с помощью Собчака и Законодательного собрания, начал с того, что отправил в отставку вместе с другими Михайлова и Бахвалова, которые вполне могли бы ещё несколько лет поработать с большой пользой для Ленинградской милиции»
В 1991 году в возрасте 65 лет, в звании генерал-майора милиции, приказом Министра внутренних дел СССР Б. К. Пуго уволен в запас «с правом ношения установленной формы одежды». Выслуга на 6 мая 1991 года составила 45 лет, 8 месяцев и 6 дней.
В отставке — активный участник ветеранских организаций ГУВД, ОБХСС и Вневедомственной охраны. В 1994 году вышла первая книга; Бахвалов быстро стал одним из самых известных исследователей истории Русской Освободительной Армии («власовского» движения).
Скончался 28 августа 2008 года у себя на даче — в Кировском районе Ленинградской области. Похоронен на Серафимовском кладбище в Санкт-Петербурге.

## Автор книг
- Генерал Власов: Предатель или герой? — СПб.: Санкт-Петербургская высшая школа МВД России, 1994. — 126 с.
- Начальник милиции. — СПб.: СПб. тип. № 6, 1997. — 416 с. — 10 000 экз. — ISBN 5-900248-55-0
- Петербургские рублёвки: Правдивые повести и рассказы из жизни садоводов. — СПб.: тип. газ. «На страже Родины», 2007.
- Последний донос. — СПб.: Ольга, 2005. — 211 с. — 1000 экз. — ISBN 5-86093-121-2
- Пути и судьбы. — СПб.: Норма, 2000. — 192 с. —  ISBN 5-87857-036-X..

## Публикации и упоминания
- http://www.rspp.su/articles/03.2006/vlasovcy.html
- http://rusk.ru/st.php?idar=16434
- http://pravoslavnye.ru/monitoring_smi/2006/03/21/vlasovcy_vojna_bez_nadezhdy_i_very/
- http://nekropol-spb.ru/main/cemeteries/serafimovskoe/bakhvalov-anatoliy-lavrentievich/
- http://russians-against-racism.blogspot.ru/2009/12/1942-1945.html